# Whistler Olympic Park Ski Jumps
Whistler Olympic Park Ski Jumps är tre hoppbackar i Callaghan Valley i närheten av staden Whistler i British Columbia i Kanada. Stora backen (K125 HS140) och normalbacken (K95 HS106) användes under olympiska vinterspelen 2010.

## Historia
Vancouver tilldelades 2003 Olympiska vinterspelen 2010. Konstruktionen av de två olympiska hoppbackarna inleddes april 2004. Den 15 december 2007 invigdes backarna officiellt. I februari 2008 arrangerades FIS-Cup i backen. Januari 2009 arrangerades världscuptävling i stora backen.
Olympiska spelen 2010
Backhoppstävlingarna i olympiska spelen 2010 startade 12 februari med kvalificering till tävlingen i normalbacken. 13 februari startade de 50 bästa från kvalificeringen i första finalomgången. Efter två finalomgångar vann Simon Ammann från Schweiz tävlingen 7,0 poäng före Adam Małysz från Polen. Gregor Schlierenzauer från Österrike vann bronsmedaljen, 8,5 poäng efter Ammann.
I stora backen hoppades finalomgångarna 20 februari. Igen vann Simon Ammann före Adam Małysz och Gregor Schlierenzauer. Ammann vann sin fjärde individuella olympiska guldmedalj (han vann två guldmedaljer under olympiska spelen 2002 i Salt Lake City). Han var 14,2 poäng före Małysz och 21,4 poäng före Schlierenzauer.
I lagtävlingen som arrangerades i stora backen 22 februari, vann österrikiska laget (Wolfgang Loitzl, Andreas Kofler, Thomas Morgenstern och Gregor Schlierenzauer) guldmedaljerna före Tyskland (Michael Neumayer, Andreas Wank, Martin Schmitt och Michael Uhrmann) och Norge (Anders Bardal, Tom Hilde, Johan Remen Evensen och Anders Jacobsen).
Backrekord
Gregor Schlierenzauer från Österrike satte gällande backrekord i stora backen under världscuptävlingen 25 januari 2009 då han hoppade 149 meter. I normalbacken är backrekordet 108 meter, satt av Simon Ammann från Schweiz under OS-tävlingen 13 februari 2010.

## Mästerskap
| Datum            | Vinnare               | Andraplats         | Tredjeplats                      | Tävling              |
| ---------------- | --------------------- | ------------------ | -------------------------------- | -------------------- |
| 13 februari 2010 | Simon Ammann, Schweiz | Adam Małysz, Polen | Gregor Schlierenzauer, Österrike | OS 2010, normalbacke |
| 20 februari 2010 | Simon Ammann, Schweiz | Adam Małysz, Polen | Gregor Schlierenzauer, Österrike | OS 2010, stor backe  |
| 22 februari 2010 | Österrike             | Tyskland           | Norge                            | OS 2010, lag         |